# Verneuil-le-Château
Verneuil-le-Château és un municipi francès, situat al departament de l'Indre i Loira i a la regió de Centre – Vall del Loira. L'any 2007 tenia 128 habitants.

## Demografia

### Població
El 2007 la població de fet de Verneuil-le-Château era de 128 persones. Hi havia 51 famílies, de les quals 17 eren unipersonals (10 homes vivint sols i 7 dones vivint soles), 17 parelles sense fills i 17 parelles amb fills.
La població ha evolucionat segons el següent gràfic:
Habitants censats

### Habitatges
El 2007 hi havia 72 habitatges, 52 eren l'habitatge principal de la família, 18 eren segones residències i 3 estaven desocupats. 71 eren cases i 1 era un apartament. Dels 52 habitatges principals, 46 estaven ocupats pels seus propietaris i 6 estaven llogats i ocupats pels llogaters; 3 tenien dues cambres, 8 en tenien tres, 14 en tenien quatre i 27 en tenien cinc o més. 47 habitatges disposaven pel capbaix d'una plaça de pàrquing. A 20 habitatges hi havia un automòbil i a 27 n'hi havia dos o més.

### Piràmide de població
La piràmide de població per edats i sexe el 2009 era:
| Homes | Edats   | Dones |
| ----- | ------- | ----- |
| 0     | 95 o +  | 0     |
| 0     | 90 a 94 | 0     |
| 4     | 85 a 89 | 0     |
| 0     | 80 a 84 | 0     |
| 4     | 75 a 79 | 12    |
| 8     | 70 a 74 | 0     |
| 4     | 65 a 69 | 4     |
| 4     | 60 a 64 | 8     |
| 0     | 55 a 59 | 4     |
| 4     | 50 a 54 | 4     |
| 4     | 45 a 49 | 0     |
| 8     | 40 a 44 | 8     |
| 0     | 35 a 39 | 0     |
| 4     | 30 a 34 | 0     |
| 0     | 25 a 29 | 0     |
| 4     | 20 a 24 | 4     |
| 0     | 15 a 19 | 0     |
| 4     | 10 a 14 | 0     |
| 0     | 5 a 9   | 4     |
| 4     | 0 a 4   | 0     |

## Economia
El 2007 la població en edat de treballar era de 69 persones, 51 eren actives i 18 eren inactives. De les 51 persones actives 43 estaven ocupades (27 homes i 16 dones) i 8 estaven aturades (3 homes i 5 dones). De les 18 persones inactives 10 estaven jubilades, 4 estaven estudiant i 4 estaven classificades com a «altres inactius».

### Ingressos
El 2009 a Verneuil-le-Château hi havia 59 unitats fiscals que integraven 143 persones, la mediana anual d'ingressos fiscals per persona era de 15.537 €.

### Activitats econòmiques
Dels 3 establiments que hi havia el 2007, 1 era d'una empresa de construcció, 1 d'una empresa de comerç i reparació d'automòbils i 1 d'una empresa d'informació i comunicació.
L'any 2000 a Verneuil-le-Château hi havia 7 explotacions agrícoles.

## Poblacions més properes
El següent diagrama mostra les poblacions més properes.